# Bryantiella palmeri
Bryantiella palmeri är en blågullsväxtart som först beskrevs av Sereno Watson, och fick sitt nu gällande namn av J. M. Porter. Bryantiella palmeri ingår i släktet Bryantiella och familjen blågullsväxter. Inga underarter finns listade i Catalogue of Life.